# Semomesia hewitsoni
Semomesia hewitsoni är en fjärilsart som beskrevs av Hans Ferdinand Emil Julius Stichel 1915. Semomesia hewitsoni ingår i släktet Semomesia och familjen Riodinidae. Inga underarter finns listade i Catalogue of Life.